# تشارلز غوردون رولاند
تشارلز غوردون رولاند هو طبيب كندي، ولد في 1933، وتوفي في 2009.